# Canti Hurriti

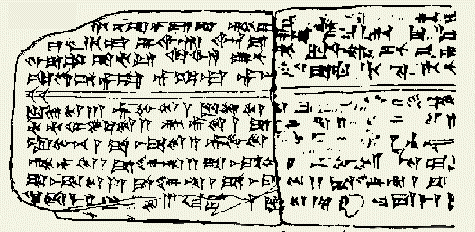
Una riproduzione della tavoletta con l' Inno a Nikkal, il sesto dei Canti Hurriti

I Canti Hurriti o Inni Hurriti sono i nomi che vengono dati a una serie di testi per musica, in tutto 36, scritti in caratteri cuneiformi su tavolette d'argilla e rinvenuti durante gli anni cinquanta del XX secolo nel sito archeologico di Ugarit. Databili al 1400 avanti Cristo, costituiscono il più antico esempio conosciuto di notazione musicale al mondo.
Nei cataloghi sono indicati da sigle, dove per ognuna la lettera H in maiuscolo (abbreviazione per Hurriti) precede un numero che va da 1 a 36. Il canto H6, ovvero il cosiddetto Inno alla dea Nikkal - secondo la denominazione data dalla studiosa Anne Draffkorn Kilmer - è accompagnato da istruzioni per uno strumento a nove corde, presumibilmente una lira: la sua interpretazione è stata fornita  dal musicologo italo-siriano Raoul Gregory Vitale. L'autore di questo canto è sconosciuto, mentre ci sono pervenuti i nomi di chi ne compose altri: Tapšiẖuni, Puẖiya(na), Urẖiya e Ammiya.
Le tavolette si trovano al Museo nazionale di Damasco.